# دویچه بان
دویچه بان (به آلمانی: Deutsche Bahn AG؛ به‌صورت مخفف DB) شرکت ملی راه‌آهن آلمان است. این شرکت در سال ۱۹۹۴ از به‌هم پیوستن دو شرکت دویچه بوندس‌بان از آلمان غربی و شرکت دویچه رایش‌بان از آلمان شرقی تشکیل شد.

## تاریخچه
پیشینه راه‌آهن آلمان به سال ۱۸۳۱ و ساخت راه‌آهن پرنس ویلهلم بازمی‌گردد. واگن‌های قطار در این خط آهن به وسیلهٔ اسب کشیده می‌شد.
دومین خط آهن آلمان در ۷ دسامبر ۱۸۳۵ بین دو شهر نورنبرگ و فورت در ایالت باواریا ساخته‌شد و لودویگس بان باواریا نام گرفت. در این خط آهن از قطارهای بخار استفاده می‌شد.
سومین خط آهن آلمان، در سال ۱۸۳۹ بین دو شهر درسدن و لایپزیگ کشیده شد. پس از آن به سرعت خطوط راه‌آهن در آلمان کشیده شد. بطوریکه تا سال ۱۸۴۵، بیش از ۲۰۰۰ کیلومتر خط آهن در آلمان کشیده شد و ده سال بعد این رقم به هشت هزار کیلومتر رسید. هنگامی که در سال ۱۸۷۱ امپراتوری آلمان تأسیس شد، هر یک از ایالت‌های آلمان برای خود شرکت راه‌آهن مستقلی داشت.
پس از جنگ جهانی اول این شرکت‌ها با هم یکی شدند و «دویچه رایش بان» (راه‌آهن امپراتوری آلمان) نامیده شدند.
در جنگ جهانی دوم، شرکت راه‌آهن آلمان «دویچه رایش بان»، اداره کل قطارهای آلمان در زمان نازیها بود. پس از پایان جنگ جهانی دوم، این شرکت به دو شرکت دویچه بوندس بان در آلمان غربی و شرکت دویچه رایش بان در آلمان شرقی تقسیم شد.

## ساختار

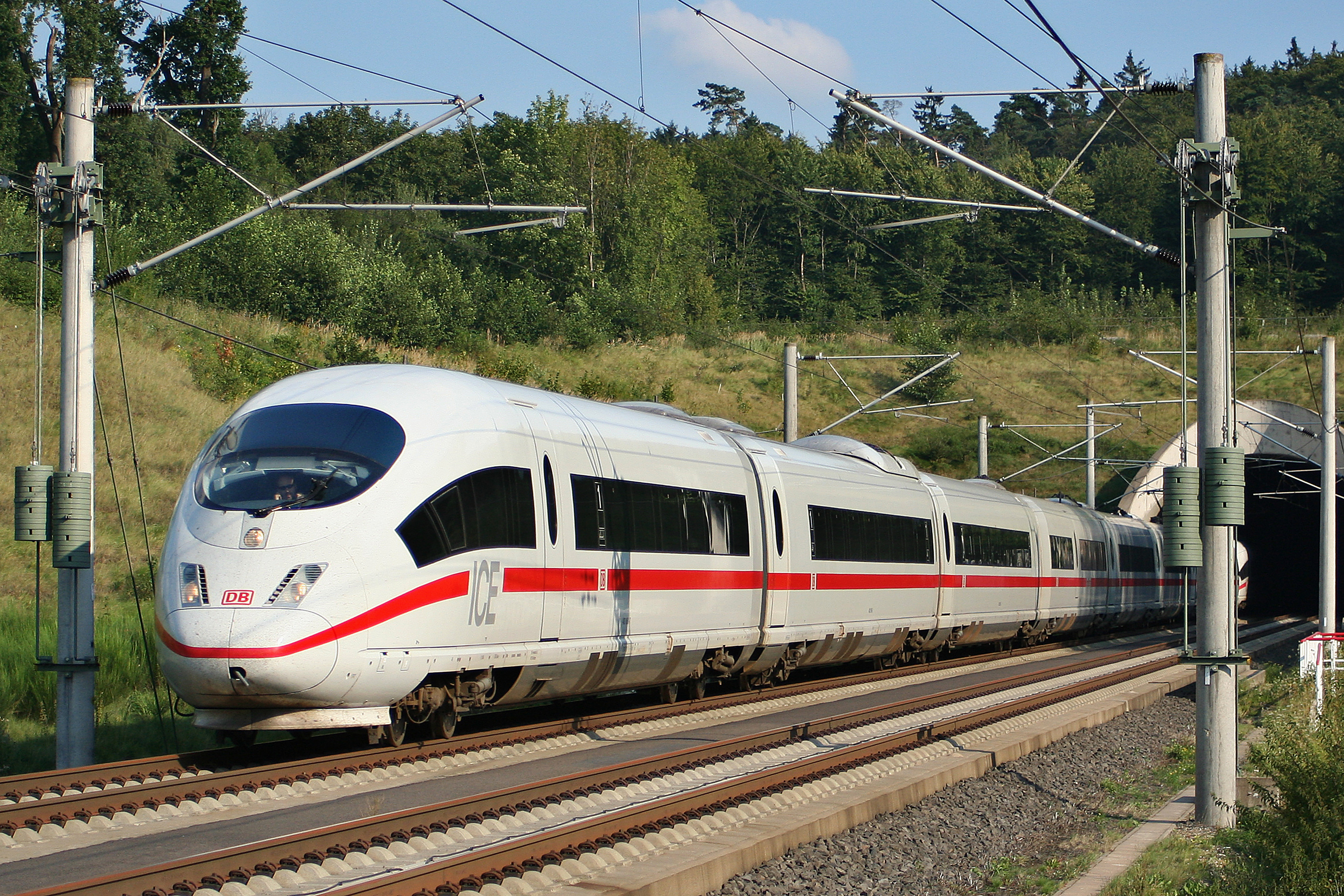
یک قطار تندرو ICE 3 در مسیر کلن-فرانکفورت

شبکهٔ راه‌آهن المان در سراسر کشور گسترده‌است. طول خطوط راه‌آهن در آلمان ۳۸۰۰۰ کیلومتر است. شبکه‌های محلی و سراسری راه‌آهن در آلمان، هماهنگ شده‌اند. روزانه ۶۰ قطار مسافران را از آلمان به کشورهای همسایه در اروپا منتقل می‌کنند.